# Directivas de la Unión Europea sobre la libre circulación de trabajadores
La Directiva sobre la libre circulación de trabajadores se establece en virtud del Tratado de la Comunidad Europea, por el que los ciudadanos de todos los países de la Unión Europea y del Espacio Económico Europeo pueden buscar trabajo en cualquier Estado miembro; una vez encontrado, se regirán por la misma legislación que los trabajadores nacionales por cuenta ajena del país donde presten sus servicios y podrán acceder a los servicios públicos de empleo por su condición de miembros de la Unión.

## Concepto de trabajador
El Derecho Comunitario europeo no ofrece una sola definición de la condición jurídica de trabajador, aunque propone diferentes interpretaciones del término, destacando una triple significación del concepto de trabajador en la legislación comunitaria: 
- La condición de trabajador a efectos de la titularidad y del ejercicio de la libertad de circulación de trabajadores.
- La condición de trabajador a efectos de la aplicación de la normativa sobre el mantenimiento de los derechos de los trabajadores en caso de traspasos de empresas.
- La condición de trabajador a los efectos del ámbito de aplicación de la seguridad social de los trabajadores migrantes.

## Prohibición de discriminación por razón de nacionalidad
Se recoge en los artículos 12 y 39.2 del Tratado de la Comunidad Europea (TCE), y viene a decir que se prohibirá toda discriminación por razón de nacionalidad y que la libre circulación supondrá la eliminación de toda discriminación por razón de nacionalidad entre los trabajadores de los Estados miembros, con respecto al empleo, la retribución y las demás condiciones de trabajo.
Con esto se pretende que el Estado comunitario de acogida dispense un tratamiento igual para los foráneos como el que dispensa para sus nacionales, es mucha la importancia de este contenido para la consecución de la libre circulación de trabajadores como instrumento para conseguir un efectivo establecimiento de un mercado común. En cambio, señalar que pese a la importancia de la libre circulación de trabajadores para alcanzar dicho mercado decir que el TCE carece de medidas positivas que fomenten la libre circulación limitándose sólo a intentar suprimir los obstáculos a esa libre circulación, carencias que han sido subsanadas a través de la Jurisprudencia del Tribunal de Justicia de la Unión Europea que amplió el ámbito de aplicación del art.39 del tratado a supuestos que no cabe calificar de discriminatorios.

## Igualdad de trato
Cualquier trabajador de la UE tiene derecho a ejercer una actividad por cuenta ajena en cualquier Estado de la UE, independientemente de su lugar de residencia, en las mismas condiciones que los nacionales. La igualdad de trato se aplica a todas las condiciones de empleo y de trabajo, ya sea remuneración, despido, reinserción profesional o nuevo empleo en caso de desempleo.
En lo que respecta al acceso al empleo, el principio de igualdad de trato supone que un trabajador ciudadano de la Unión Europea tiene la misma prioridad que los nacionales para acceder al empleo en cualquier Estado miembro, es decir, que no se pueden aplicar las disposiciones nacionales que limiten en número o en porcentaje el empleo de extranjeros. Por consiguiente, cuando, en un Estado miembro, la concesión de cualquier tipo de ventajas a empresas esté supeditada al empleo de un porcentaje mínimo de trabajadores nacionales, dicho trabajador será considerado como trabajador nacional. 
Además, con arreglo al Derecho comunitario, cualquier cláusula de un convenio colectivo o individual, o de cualquier otra reglamentación colectiva relativa a las condiciones de acceso al empleo, a la remuneración y a las demás condiciones de trabajo para las modalidades de despido, será nula de pleno derecho si en ella se establecen o permiten condiciones discriminatorias respecto de los trabajadores nacionales de otros Estados miembros.

## Conocimiento lingüístico
Para acceder a un empleo, se pueden exigir conocimientos lingüísticos,como puede ser un conocimiento aceptable de la lengua nacional. Esto supone que el nivel de conocimientos tiene que estar en proporción con los cometidos del empleo y ser razonablemente necesario para poder desempeñarlos de manera adecuada. Las medidas adoptadas a escala nacional para proteger o fomentar una lengua en un Estado miembro deben ser conformes al Derecho comunitario, pero en ningún caso pueden discriminar a los nacionales de otros Estados miembros,debiendo respetar el principio de igualdad. Tampoco se puede exigir una lengua determinada como lengua materna.

## Permiso de trabajo
Los ciudadanos de la UE y del Espacio Económico Europeo (EEE) están exentos de las obligaciones de visado, pasaporte y controles médicos a su llegada a otro país de la UE. El DNI permite entrar libremente y posteriormente desplazarse durante un período de tres meses. No se exige ningún permiso de trabajo a los ciudadanos de la UE ni del EEE debido a su condición de ciudadanos comunitarios. 
Éstos pueden ejercer la actividad profesional que deseen. No obstante, tan pronto como encuentren un empleo, y a más tardar en un plazo de 3 meses a partir de su llegada, deberán solicitar una «tarjeta de residencia de nacional de un Estado miembro de la UE», que tiene una validez de cinco años y es renovable de pleno derecho.